# ستيفن بار
ستيفن بار (بالإنجليزية: Steven Barr)‏ مواليد 24 يونيو 1955 في هيوستن، هو ممثل أمريكي بدأ مسيرته الفنية سنة 1983.

## الأعمال
- عودة أطلنطس
- المتحولون: آخر فارس

## روابط خارجية
- ستيفن بار على موقع IMDb (الإنجليزية)
- ستيفن بار على موقع قاعدة بيانات الأفلام العربية
- ستيفن بار على موقع قاعدة بيانات الفيلم (الإنجليزية)